# フライゲリヒト
フライゲリヒト (ドイツ語: Freigericht) は、ドイツ連邦共和国ヘッセン州マイン＝キンツィヒ郡の町村（以下、本項では便宜上「町」と記述する）である。この町はバイエルン州と直接接している。

## 地理

### 位置
フライゲリヒトは、シュペッサルト山地の支脈沿いのライン＝マイン地域付近に位置し、ヘッセン＝バイエルン州境に面している。町域の 40 % 以上が森に覆われている。町内の最高地点は、海抜 371 m のゼツツェルツト山のハイデコプフ、最低地点は海抜 140 m である。
フライゲリヒトは、北緯 50°5' から 50°13'の間、東経 9°5' から 9°13'の間にあたる。町域は 33.42 km2 で、キンツィヒ川の横谷に位置している。
町域の南部には、いくつかの墳丘墓が見られる。
1930年6月19日にゾンボルン集落の建設現場で、約4万年前のマンモスが発見され、当時の郡庁所在地であったゲルンハウゼン市に寄贈された。フライゲリヒトの郷土博物館の設立に伴い（その廃止まで）この町に返却された。

### 隣接する市町村
フライゲリヒトは、北はハッセルロート、東はリンゼンゲリヒト（ともにマイン＝キンツィヒ郡）、南東はガイゼルバッハおよび市町村に属さない地域であるガイゼルバッハの森、南はメンブリス、南西はアルツェナウ（以上バイエルン州アシャッフェンブルク郡）、西はローデンバッハ（マイン＝キンツィヒ郡）と境を接している。

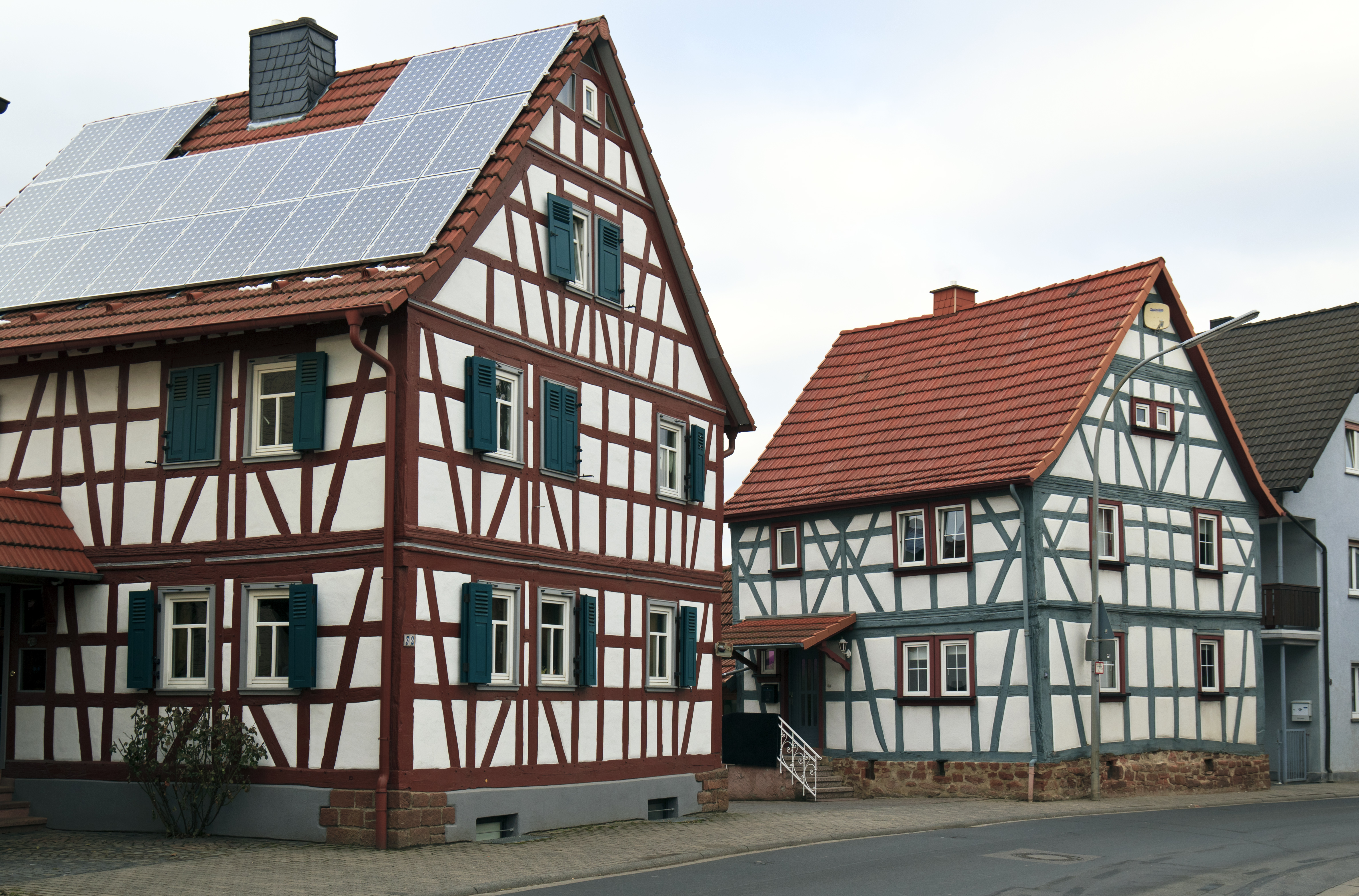
アルテンミットラウ地区の木組みの家

### 自治体の構成
自治体フライゲリヒトは、以下の 5つの地区からなる。
- ゾンボルン
- アルテンミットラウ
- ベルンバッハ
- ホルバッハ（州指定の保養地[2]）
- ノイゼス

## 歴史

### 地名
ヴィルムンツハイム（現在のアルツェナウ）、ヘルシュタイン、メンブリス、ゾンボルン（いくつかの周辺集落を含む）の 4つのツェントゲリヒト（伯の裁判所管区に基づく中世の行政区分）は、ホーエ・マルクと呼ばれる森林地域に、互いに関連しながら分散していた。1200年頃、ヴィルムンツハイム・ツェントの住民は自治権を獲得し、帝国直轄の自由裁判所管区となった。このため、「フライゲリヒト」（自由裁判所）という名前が付けられた。現在の自治体フライゲリヒトの町域は、主に、この中世のフライゲリヒトからなっている。1500年にマインツ選帝侯とハーナウ＝ミュンツェンベルク伯がフライゲリヒトを帝国レーエンとして獲得した。1736年にハーナウ＝ミュンツェンベルク伯家が断絶した後は、ヘッセン＝カッセル方伯がこれを相続した。

### 町村合併
フライゲリヒトの町は1970年1月1日にアルテンミットラウ、ベルンバッハ、ホルバッハ、ノイゼス、ゾンボルンの各町村が自由意思により合併して成立した。

## 宗教

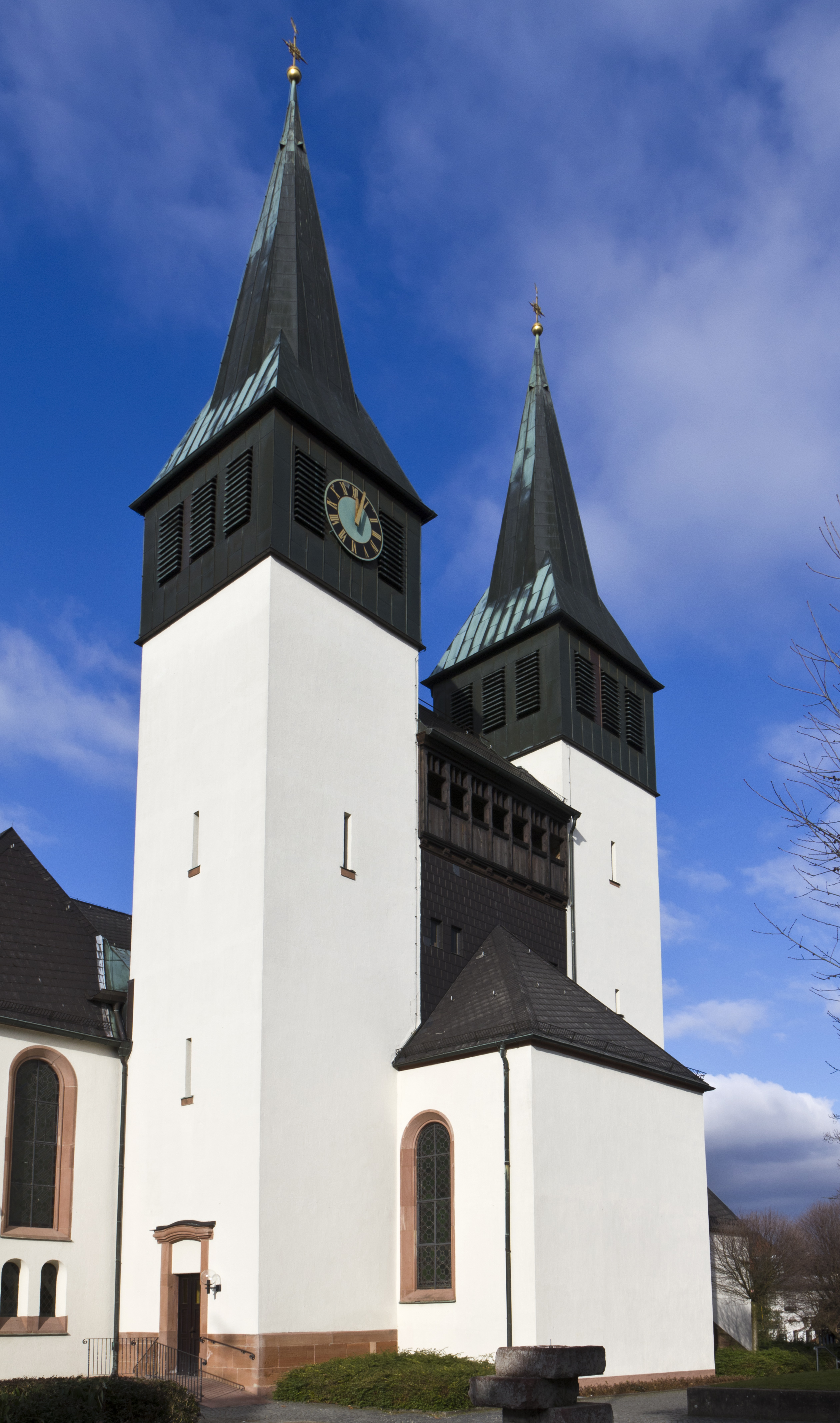
聖アンナ教会

### カトリック教会
ハーナウとマインツによる共同統治時代にもフライゲリヒトでは、マインツ大司教による教会裁判権が存続しており、ハーナウ＝ミュンツェンベルク伯領とは異なり宗教改革はなされなかった。周辺町村とは異なり、この町では、現在も住民の約 66 % がローマ＝カトリックの信者である。
何世紀もの間、ゾンボルンに小教区が 1つだけあり、現在のフライゲリヒト町内の集落に加えてアルプシュタットもこれに属していた。アルプシュタットは、1740年のフライゲリヒト分割によってマインツ選帝侯領に留まり、1972年以降アルツェナウに属した。18世紀にいくつかの集落に礼拝堂が建設され、その後徐々に独立した小教区を形成していった。
1821年8月16日に教皇勅書 "Provida solersque" によってヘッセン領フライゲリヒトはフルダ司教区に属すこととなった。
フルダ司教区の宗教争議（特に司祭不足によって引き起こされた）に伴い、ヘッセルロートの支教会を含むフライゲリヒトの各教会組織は、2006年7月2日に「聖ペテロおよびパウロ」聖職者連合を結成した。2つの町は1つの小教区に属し、ゾンボルン/ハッセルロートには助任司祭が務めている。
キンツィヒタール首席司祭区に属すフライゲリヒトには、5つの小教区がある。この教区は各地区と完全に一致する。
- 聖アンナ教区、ゾンボルン ― フライゲリヒトの母教区（旧聖ペーター・ウント・パウル教会）
- 聖バルトロメウス教区、ベルンバッハ
- 聖マルクス教区、アルテンミットラウ
- 聖ミヒャエル支教区、ホルバッハ
- 聖ヴェンデリン教区、ノイゼス

- 聖バルトロメウス教会
- 聖マルクス教会
- 聖ミヒャエル教会
- 聖ヴェンデリン教会

### クアヘッセン＝ヴァルデックのプロテスタント教会
フライゲリヒト住民のほぼ 16 % がプロテスタントの信者である。彼らは、全地区を包含するヨハネス教会に属している。この教会は1980年に独立した教会組織で、それ以前はニーダーミットラウの教会組織の支部であった。

### ユダヤ教
第二次世界大戦までゾンボルンにはシナゴーグを有する小さなユダヤ教組織があった。このシナゴーグは、1938年11月9日の「水晶の夜」をゾンボルン町長の働きかけで無傷で切り抜け、戦禍にも耐えた。後にこの建物は住宅に改築された。

## 行政

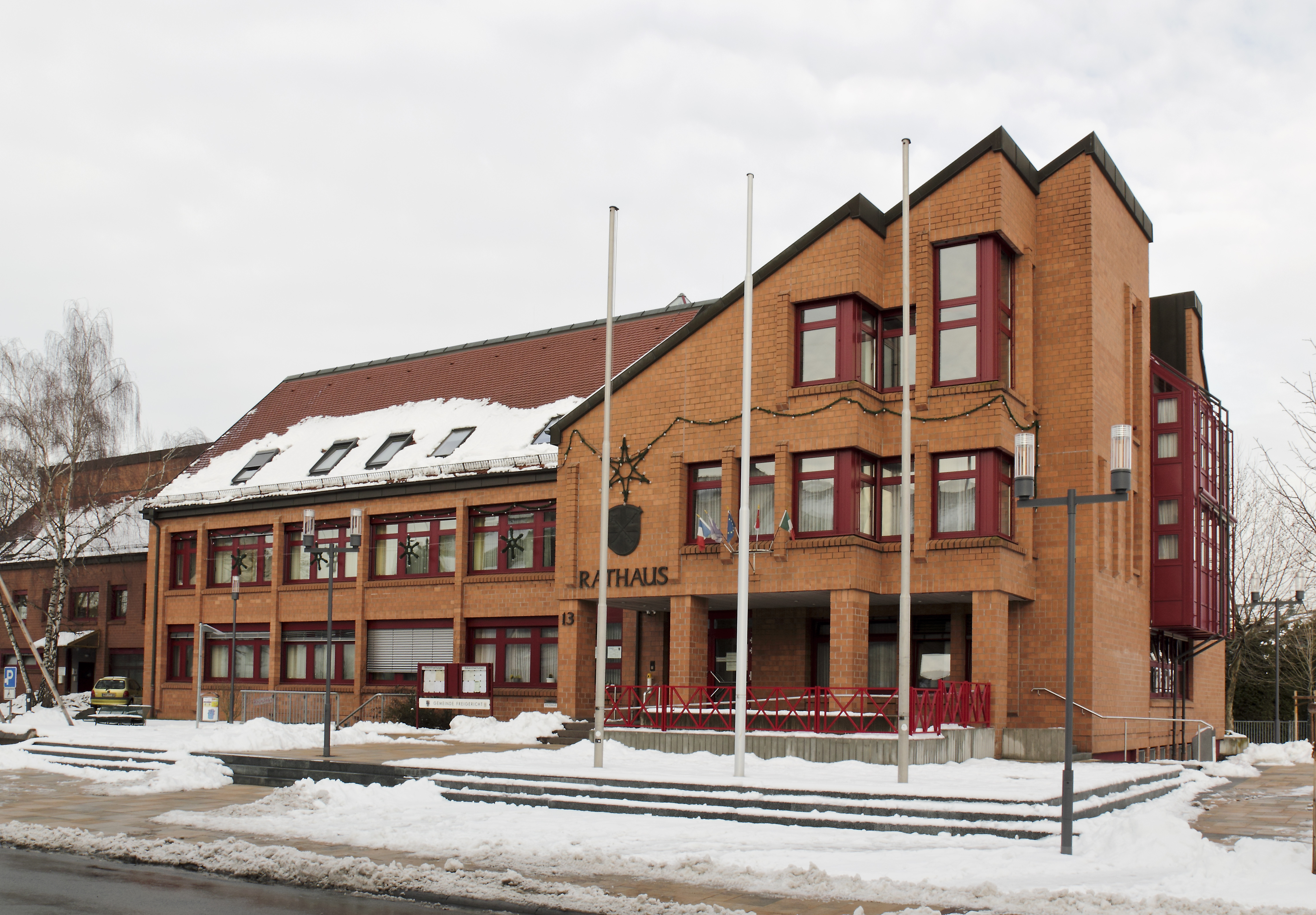
フライゲリヒトの町役場

### 議会
フライゲリヒトの町議会は、37議席からなる。

### 紋章
図柄: 銀地に黒い先広十字、十字に交差した青い鍵と青い剣。
解説: 銀地に黒い十字は、この町がかつてフルダ修道院領であったことを象徴している。
鍵と剣は、ペテロと聖パウロのシンボルである。両者は共にゾンボルン教区教会の守護聖人であった。
さらに、剣は自由裁判所の裁きの剣をも暗示する。歴史的背景が、フライゲリヒトの町の紋章に表現されている。
フライゲリヒトのこの紋章の使用は、1971年10月6日にヘッセン州によって認可された。

### 旗
フライゲリヒトの町の旗は、白い横縞と町の紋章を描いた青い幟旗である。この旗の使用は1972年6月16日にヘッセン内務大臣によって認可された。

### 姉妹自治体
- サン＝カンタン＝ファラヴィエ（フランス、イゼール県）1972年
- ガッリカーノ・ネル・ラーツィオ（イタリア、ラーツィオ州）2011年

後者とは、2004年から友好関係を結んでおり、2011年に公式な姉妹自治体協定を締結した。さらに町のいくつかのサークルは、ヨーロッパの他のサークルと友好関係を結んでいる。この町の学校コペルニクスシューレは、世界中の20校以上と姉妹校関係にある。

## 文化と見所

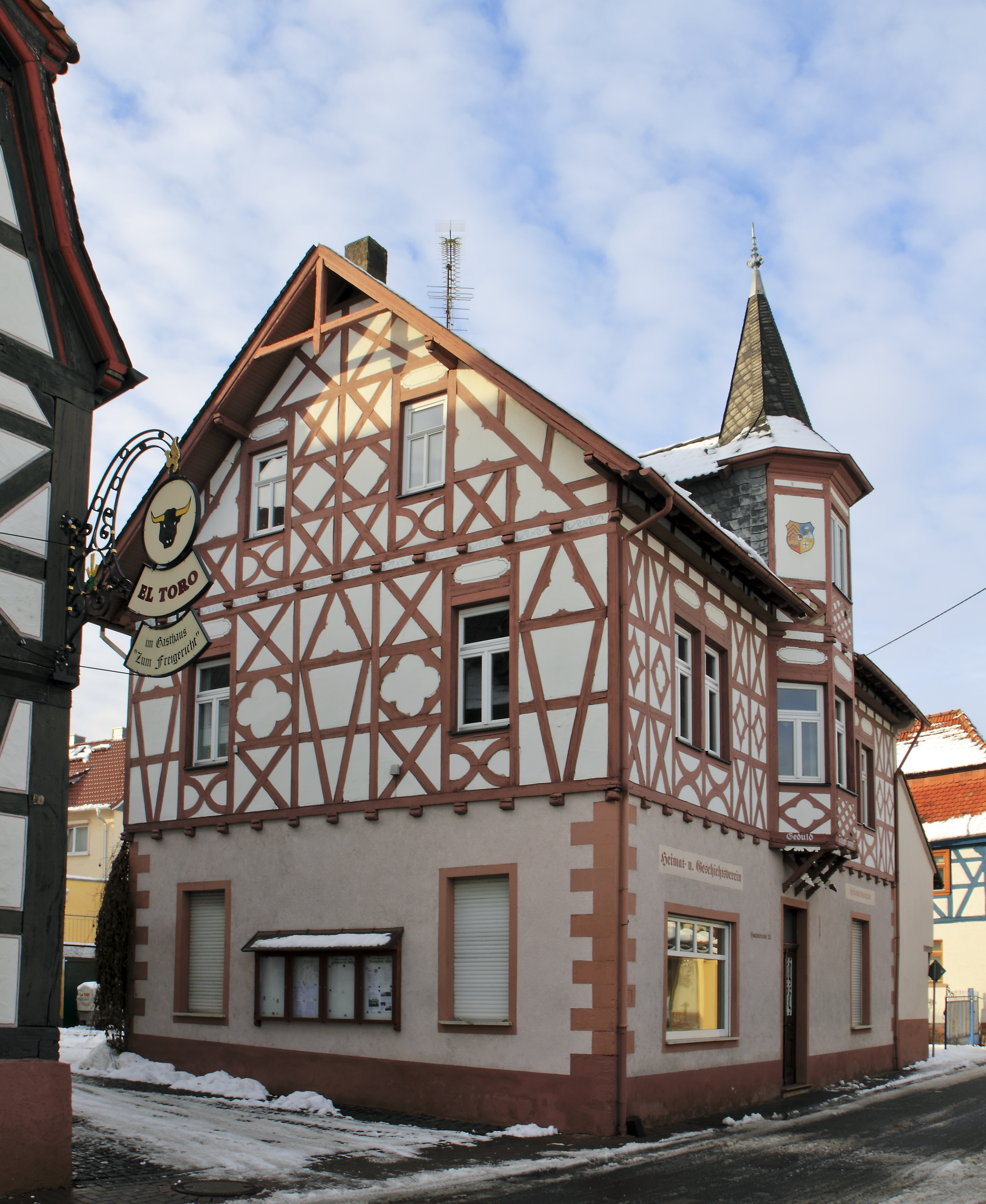
フライゲリヒトの郷土博物館

### 博物館
ゾンボルンには、昔のフライゲリヒトの生活を示す郷土博物館がある。この博物館は、過去と現在を結ぶ橋であり、祖先をしっかりと思い起こさせるものである。この郷土博物館は、フライゲリヒター・クラインバーンのレプリカを展示するために拡張された。この博物館のもう一つの重点は、フライゲリヒトのタバコ製造業である。20世紀の半ばまでフライゲリヒトでは工場や内職でタバコが製造されていた。

### 文化
この町の文化生活は、その多くの部分が数多くのサークルによって形作られている。5つのオーケストラ、1つのマーチングバンド、数多くの合唱団やその他のグループが毎年多くのコンサートを行い、地域を越えて知られており、好評価を得ている。2008年に、フライゲリヒトにある音楽協会「ヴィクトリア」1897 e.V. はハンス・リュッケルトの指揮の下、ドイツのオーケストラ・コンクールで1位を獲得した。さらに様々な演劇グループの公演やイベントがある。フライゲリヒトの「バベローヴェンデ」も人気を増してきている。これは、様々なフライゲリヒト方言によるステージが上演される夕べのイベントである。

#### 夏の音楽祭
毎年8月に、フライゲリヒトとローデンバッハは、ホーフ・トラーゲスで「夏の音楽祭」を開催している。様々なスタイルや時代の音楽によるコンサートが開催され、大変に人気が高い。

### 建築

#### 教会
フライゲリヒトの各集落で目立つ建物は、教会とその前身となった礼拝堂である。

#### ホーフ・トラーゲス
ホーフ・トラーゲスは、サヴィニー家が所有したバロック様式の邸宅であり、19世紀にドイツのロマン主義者たちの集会所、サロンとして発展した。

#### ヴェッテラ＝マイン＝タウバー＝シュテルング
自然の溝に沿って造られた壁が、ベルンバッハ、ホルバッハ、ノイゼス近郊を通っていた。これがヴェッテラ＝マイン＝タウバー＝シュテルングである。その傍に、ヴェルサイユ条約の結果1930年代に造られたトーチカがあった。これは、軍事的に衰退したドイツ帝国へのフランスの攻撃を遅らせるためのものであった。この頃ドイツ陸軍は10万人までと制限されていたのである。この場所は、ネッカー＝エルツ＝シュテルング（エーバーバッハとシュヴァルツヴァルトの支脈との間）とともにドイツ侵攻の最速経路にあたった。1936年春から1938年夏の建設期間中、合わせて 308のトーチカ、櫓のための基礎スラブが 21基建設された。キンツィヒタールとカールタールに、対戦車用の水堀が 2本掘られた。また、何列も杭の障害物を並べた対戦車バリケードが、ハイン＝グリュンダウ、メーアホルツ、ベルンバッハ、ホルバッハ、アルテンミットラウ、ノイゼスの 6カ所に設けられた。フライゲリヒト町内にも約 45 のトーチカ、3つの機関銃掃射用櫓の基礎スラブ、全部で6カ所しかない対戦車バリケードの内の 4カ所が建設された。この部分が、全施設の中で最も建造物の密度が高い箇所である。施設沿い数 m ごとに建造物がある状態であった。建設工事完了直後、すべての建物は、その設備を剥奪された。後のヴェストヴァルの建設に必要となったためである。その後、建物は空っぽのままであった。この施設はその意義を完全に失った。1944年の秋、この施設は侵攻するアメリカ軍に対して初めて役だった。しかし、設備、器具、訓練された要員の不足から、この施設が障害となったのは、ほんの短い時間に過ぎなかった。戦後ほぼすべての建物が破壊された。

### 自然文化財

#### ロートフェルトアイヒェ
ロートフェルトアイヒェ（誤って「ロートフェルスアイヒェ」とも呼ばれる）は、樹齢約 400年のオークの木で、その名の通りロートフェルトにあった。ここはかつて森に覆われていたが、何世紀も前に開墾されたノイゼス近郊の斜面である。この木は、フライゲリヒトの、特にノイゼスの象徴となっていた。この木は何年もの間、菌類が原因の病に悩まされ、2007年に大嵐キリルの犠牲となった。その跡には新しいオークの木が植樹され、記念碑が置かれている。

### スポーツ
フライゲリヒトには、多くの文化的サークルや協会の他に数多くのスポーツクラブがある。テニス、卓球、陸上競技、バドミントン、バレーボールなど多くの種類の競技が楽しめる。
ベルンバッハ地区にある SV 1919 ベルンバッハのサッカーチームは、オーバーリーガ・ヘッセンでプレイしており、ヘッセンで最も優れた「ドルフフェライン」（村のクラブ）である。
ゾンボルン近郊のホーフ・トラーゲス沿いには、1990年代に 18ホールのゴルフ場が造られた。
ウォータースポーツ好きのフライゲリヒト住民は、屋内プール「プラッチュ」を利用する。ここではサウナを利用することもできる。

### 年中行事
フライゲリヒトでは、地元のサークルや協会が主催する大小の祭が定期的に開かれている。
9月第1週末のキルメスの週末には、すべての集落で祭が開催される。その中で最も規模が大きいのは、最も小さな集落であるホルバッハのものである。ホルバッハのキルメスは、マイン＝キンツィヒ郡で最大のキルメスである。

## 経済と社会資本

### 交通
フライゲリヒトの北部を、フランクフルト・アム・マインからフルダへ向かうアウトバーン A66号線が通っている。南部には、ゲルンハウゼンからアルツェナウに至る州道 L3202号線が走っている。

#### フライゲリヒト軽便鉄道
フライゲリヒト軽便鉄道は、1904年から1955年までの間、ランゲンゼルボルト駅とゲルンハウゼンとの間を運行しており、フライゲリヒトとハッセルロートを通っていた。この小さな町の経済生活にとって鉄道は重要で、これを利用してライン＝マイン地区（ハーナウ、オッフェンバッハ・アム・マイン、フランクフルト・アム・マイン）に通勤することができた。同時に、主に女性の手による（特に内職による）産業がフライゲリヒトに根付いていたのである。1950年代に道路交通が発達し、鉄道の営業は採算が合わなくなり、廃止された。

### 教育

#### 基礎課程学校
- ビショフ＝ドクトル＝クリスティアン＝シュライバー＝シューレ（ゾンボルン地区）
- シューレ・アム・ドルフプラッツ（アルテンミットラウ地区）
- レーゲンボーゲンシューレ（ベルンバッハ地区）
- シューレ・デア・ブンテン・ラーベン（ホルバッハ地区）
- コンラート＝ノイマン＝シューレ（ノイゼス地区）

#### その他の学校
- コペルニクスシューレ（共同型総合学校、ギムナジウム上級学年やオイローパシューレを含む）。約 3,000人の生徒を擁するヘッセン州最大の普通学校。

## 人物

### 出身者
- カールハインツ・ディーツ（1954年 - ）フルダ司教区の補佐司教

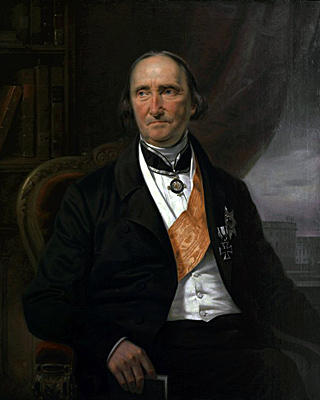
フリードリヒ・カール・フォン・サヴィニー

### ゆかりの人物

#### ホーフ・トラーゲス関係者
- クレメンス・ブレンターノ（1778年 - 1842年）作家。彼の有名なメルヘン『Gockel, Hinkel und Gackeleia』は、ホーフ・トラーゲスで執筆された。
- フリードリヒ・カール・フォン・サヴィニー（1779年 - 1861年）法学者。彼の棺は1875年にベルリンのヘドヴィヒ大聖堂からホーフ・トラーゲスの家族廟に移された。
- カロリーネ・フォン・ギュンダーローデ（1780年 - 1806年）詩人
- アヒム・フォン・アルニム（1781年 - 1831年）詩人、文学者。ハイデルベルク・ロマン主義の創始者。サヴィニーの友人。
- カール・フリードリヒ・フォン・サヴィニー（1814年 - 1875年）プロイセンの外交官、政治家。ビスマルクの学友で、中央党の創始者。

#### その他のゆかりの人物
- ベッティーナ・フォン・アルニム（1785年 - 1859年）作家。クレメンス・ブレンターノの妹でアヒム・フォン・アルニムの妻
- アレクセイ・フョードロヴィッチ・オルロフ（1786年 - 1861年（ともにグレゴリオ暦））ロシアの侯爵、軍司令官。ナポレオン戦争の際、ゾンボルンの旅館「フライゲリヒト」に逗留した。ここには彼の名にちなんだ部屋がある。
- イリーナ・ミキテンコ（1972年 - ）陸上競技長距離選手
- マルコス・アルバレス（1991年 - ）サッカー選手

## 訳注
1. ↑  キルメス (ドイツ語: Kirmes) は教会開基祭を起源とする民俗祭である。